# Alicia (Bohol)
Alicia ist eine philippinische Stadtgemeinde in der Provinz Bohol. Sie hat 23.517 Einwohner (Zensus 1. August 2015).

## Baranggays
Alicia ist politische in 15 Baranggays gegliedert.

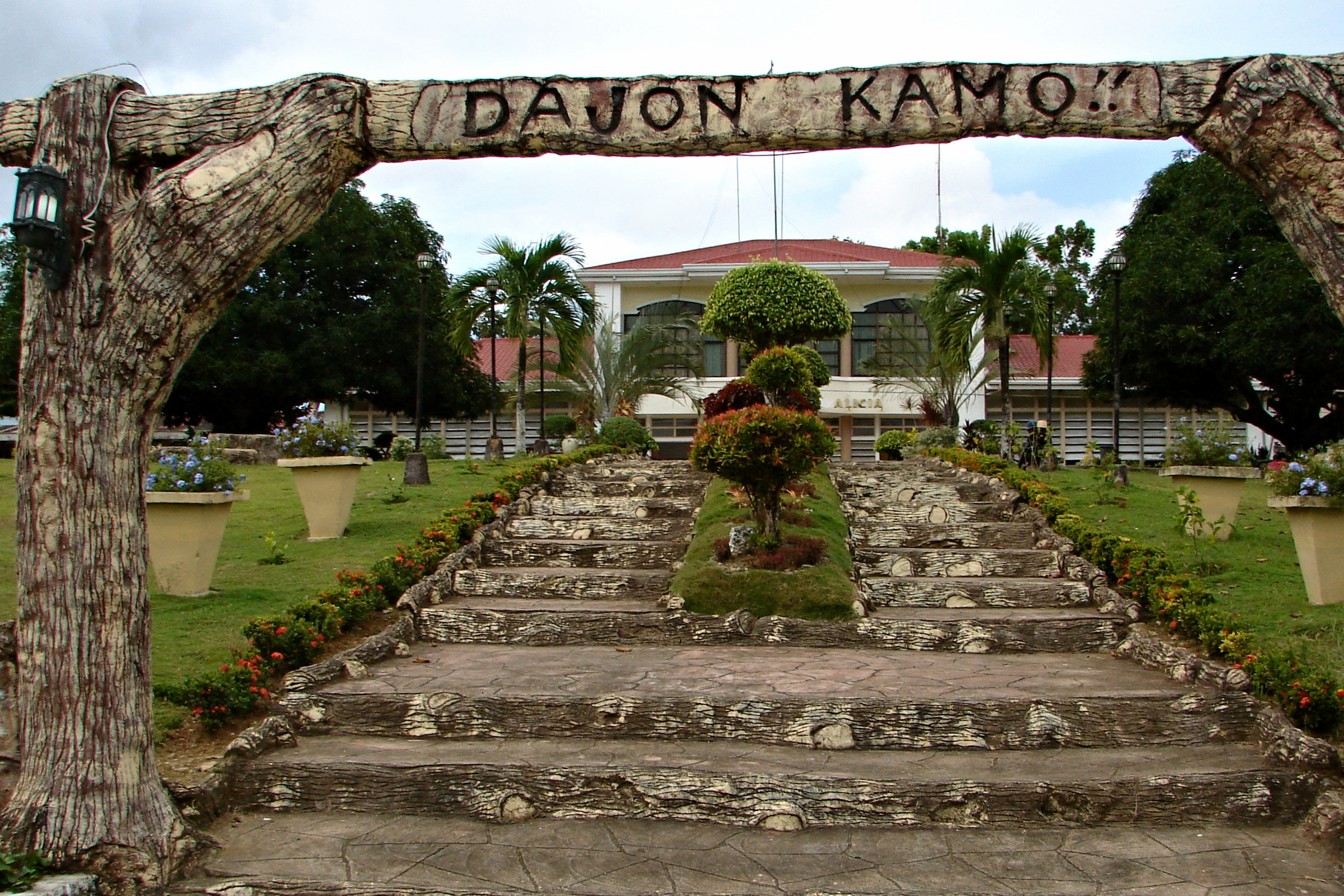
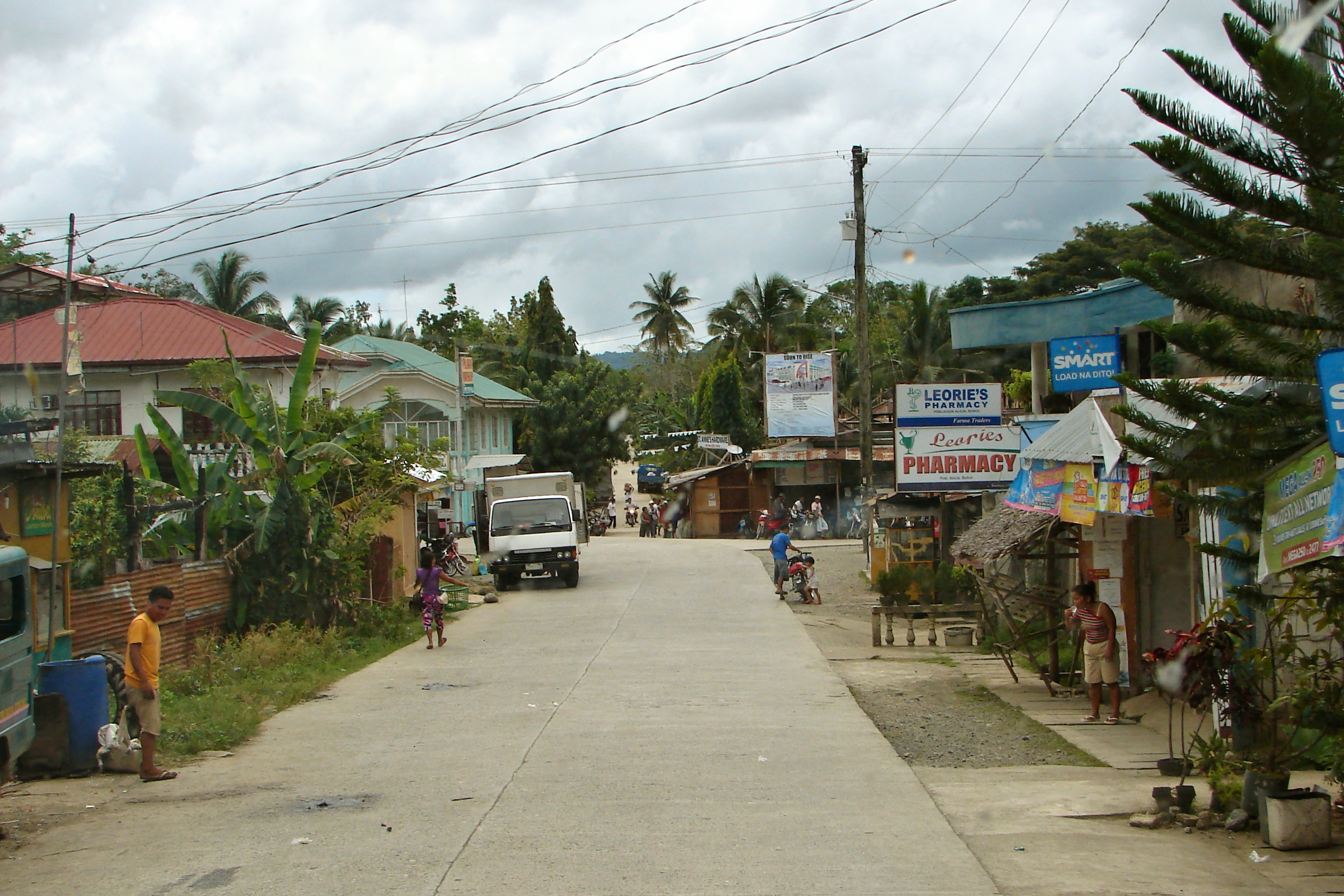
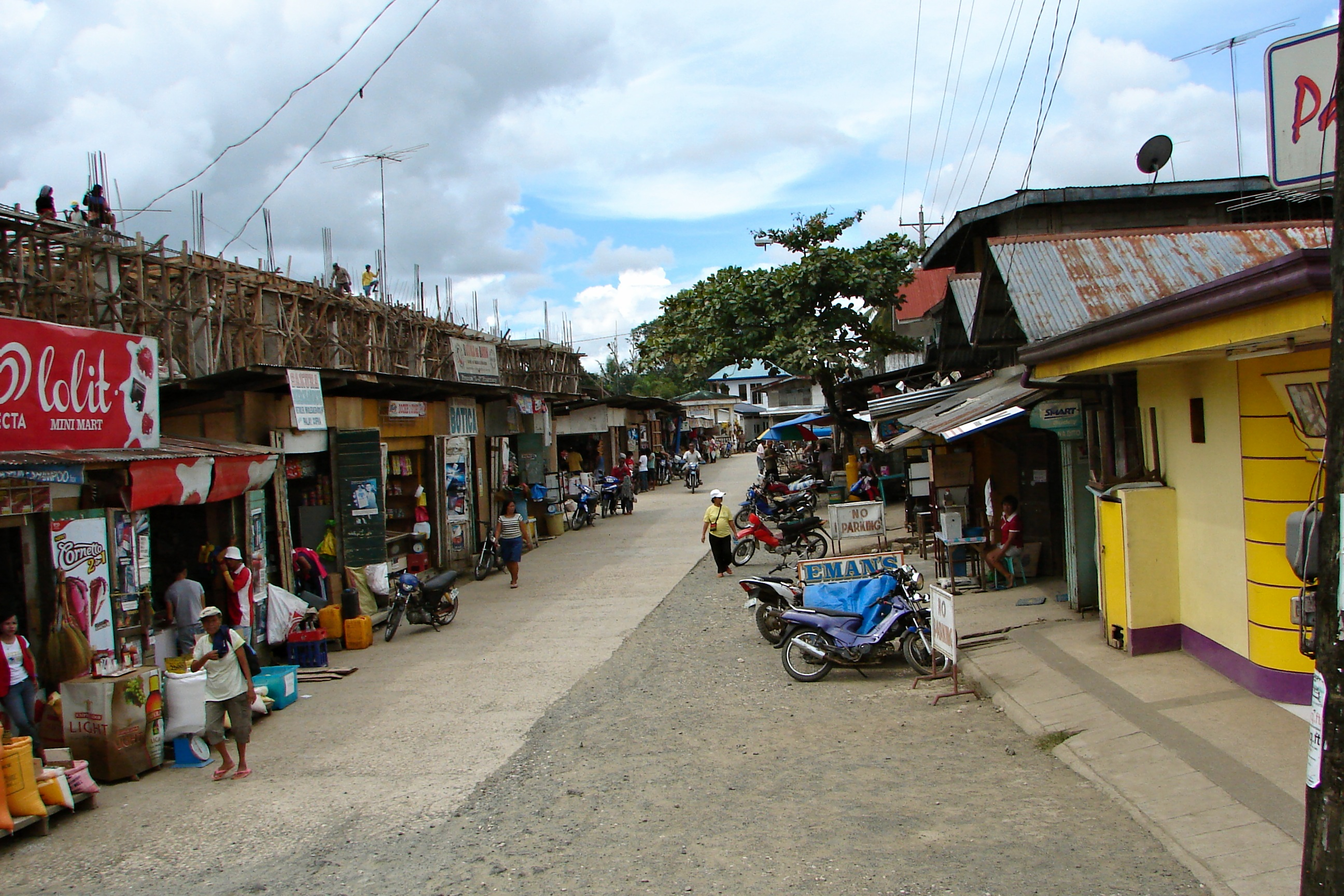

- Cabatang
- Cagongcagong
- Cambaol
- Cayacay
- Del Monte
- Katipunan
- La Hacienda
- Mahayag
- Napo
- Pagahat
- Poblacion (Calingganay)
- Progreso
- Putlongcam
- Sudlon (Omhor)
- Untaga